# 김신비 (1996년)
김신비(1996년 1월 22일 ~ )는 대한민국의 뮤지컬 배우이다.

## 방송
- 장난감 친구들 탐구생활 (2020)
- 캐리와 장난감 친구들 (2021)
- 캐리 쿠킹 하우스 (2021)
- 달려라 캠핑 (2022)
- 배틀캐리와 슈퍼걸스 (2022)
- 캐리TV 미술학교 (2022)
- 캐리TV 플레이북 (2022)
- 캐리 쿠키 하우스 스페셜 (2022)
- 캐리와 친구들 특별편 (2022)
- 언더커버 (2025) - Top36

## 영화
- 콘서트를 지켜라 (2022) - 캐리 역
- 캐리와 슈퍼콜라 (2023) - 루시/우주마린 등 목소리 역

## 공연
- 캐리와친구들 2022-콘서트를 지켜라! (2021)
- 캐리TV 러브콘서트 KPOP (2023)
- 캐리tv 쇼뮤지컬 〈캐리와 슈퍼걸스〉 (2023)
- 캐리TV 러브콘서트 타임캡슐 (2024)

## 음반
- Love Love (캐리 김신비) (2024)
- 캐리언니 김신비의 플레이리스트1 (2025)